# Patty Hearst
Patricia Hearst (San Francisco, California; 20 de febrero de 1954), también conocida como Patty Hearst, es una actriz estadounidense, conocida por haber sido secuestrada en 1974 por el Ejército Simbionés de Liberación y aliarse al mismo grupo radical.

## Biografía
Nieta del magnate de la prensa estadounidense William Randolph Hearst, fue secuestrada el 4 de febrero de 1974 del apartamento de su novio en California por un pequeño grupo de izquierda denominado Ejército Simbionés de Liberación (Symbionese Liberation Army o SLA). Las peticiones del grupo dieron como resultado la donación de comida para los pobres por parte de la familia Hearst por un valor de 6 millones de dólares, después de lo cual no hubo noticias de Patricia.
Poco después, el 15 de abril de 1974, fue fotografiada con un rifle de asalto durante el atraco de una de las sucursales del banco Hibernia. Más tarde se supo que se había comprometido con las ideas del Ejército Simbionés de Liberación y que había cambiado su nombre por el de Tania, en memoria de la guerrillera argentina Tamara Bunke que combatió junto al Che Guevara en Bolivia. En un audio se la escucha decir en español: "Patria o muerte, venceremos". Se dictó una orden judicial de captura y en septiembre de 1975 fue arrestada en el apartamento de otro de los militantes. Mientras tanto, la policía había atacado y prendido fuego a otro de los apartamentos del grupo, en el que murió la mayoría de los miembros.
En su juicio, comenzado el 20 de marzo de 1976, Hearst declaró que había sido encerrada y cegada en un armario y sometida a abusos físicos y sexuales,[cita requerida] lo que causó su decisión de comprometerse con el grupo, un caso extremo de síndrome de Estocolmo, en el que los rehenes acaban compadeciéndose de los captores. La defensa no tuvo éxito y Hearst fue acusada de robo de banco. Su sentencia fue reducida después de veintidós meses por el presidente Jimmy Carter. Hearst fue puesta en libertad el 1 de febrero de 1979. Más tarde fue indultada por el presidente Bill Clinton durante las últimas semanas de su mandato.
Tras recuperar la libertad se estableció en Connecticut y contrajo matrimonio con Bernard Lee Shaw, uno de sus guardaespaldas, con quien tuvo dos hijos. Escribió su autobiografía (Patty Hearst: Her Own Story, publicado originalmente en 1981 como Every Secret Thing) y también participó como actriz en series de televisión y películas, varias de ellas dirigidas por John Waters.
Participó además del renombrado concurso de exposición canina Westminster Kennel Club, donde ganó en 2015 con su perro shih tzu llamado Rocket, y en 2017 se impuso en dos categorías con su bulldog francés Tuggy.
Paul Avery, el periodista de San Francisco Chronicle que investigó sobre el llamado asesino del Zodiaco, también escribió en el periódico sobre Patty Hearst y publicó los libros The Trial of Patty Hearst (junto a Kenneth Reeves, en 1976) y The Voices of Gun (con Vin McLellan, en 1977).

## Filmografía
| Año  | Título            | Director    |
| ---- | ----------------- | ----------- |
| 1990 | Cry-Baby          | John Waters |
| 1994 | Serial Mom        | John Waters |
| 1996 | Bio-Dome          | Jason Bloom |
| 1998 | Pecker            | John Waters |
| 2000 | Cecil B. Demented | John Waters |
| 2004 | Second Best       | Eric Weber  |
| 2004 | A Dirty Shame     | John Waters |

| Año  | Título                        | Capítulos |
| ---- | ----------------------------- | --------- |
| 1994 | Frasier                       | 1         |
| 1995 | The Adventures of Pete & Pete | 1         |
| 1996 | Boston Common                 | 1         |
| 2001 | Son of the Beach              | 1         |
| 2004 | Tripping the Rift             | 1         |
| 2006 | Veronica Mars                 | 1         |